# Eleições autárquicas portuguesas de 1985 no distrito de Coimbra
| Eleições autárquicas portuguesas de 1985 Distritos: Aveiro \| Beja \| Braga \| Bragança \| Castelo Branco \| Coimbra \| Évora \| Faro \| Guarda \| Leiria \| Lisboa \| Portalegre \| Porto \| Santarém \| Setúbal \| Viana do Castelo \| Vila Real \| Viseu \| Açores \| Madeira |

## Resultados por concelho
Os resultados nos concelhos do distrito de Coimbra foram os seguintes:

### Arganil
| Partido                 | Partido                  | Votos  | %               | +/-   | Vereadores | +/-     |
| ----------------------- | ------------------------ | ------ | --------------- | ----- | ---------- | ------- |
|                         | Partido Social Democrata | 4 409  | 53,68 / 100,00  | -     | 4 / 7      | -       |
|                         | Partido Socialista       | 3 213  | 39,12 / 100,00  | 10,44 | 3 / 7      | 1       |
|                         | Aliança Povo Unido       | 215    | 2,62 / 100,00   | 1,58  | 0 / 7      | Estável |
| Votos Inválidos         | Votos Inválidos          | 376    | 4,58 / 100,00   | 0,73  |            |         |
| Total                   | Total                    | 8 213  | 100,00 / 100,00 |       | 7 / 7      |         |
| Eleitorado/Participação | Eleitorado/Participação  | 12 341 | 66,55 / 100,00  | 0,23  |            |         |

### Cantanhede
| Partido                 | Partido                   | Votos  | %               | +/-  | Vereadores | +/-     |
| ----------------------- | ------------------------- | ------ | --------------- | ---- | ---------- | ------- |
|                         | Partido Social Democrata  | 7 423  | 44,12 / 100,00  | 2,79 | 4 / 7      | Estável |
|                         | Partido Socialista        | 4 569  | 27,16 / 100,00  | 2,79 | 2 / 7      | Estável |
|                         | Centro Democrático Social | 3 374  | 20,06 / 100,00  | 0,20 | 1 / 7      | Estável |
|                         | Aliança Povo Unido        | 790    | 4,70 / 100,00   | 0,42 | 0 / 7      | Estável |
| Votos Inválidos         | Votos Inválidos           | 667    | 3,97 / 100,00   | 0,11 |            |         |
| Total                   | Total                     | 16 823 | 100,00 / 100,00 |      | 7 / 7      |         |
| Eleitorado/Participação | Eleitorado/Participação   | 30 214 | 55,68 / 100,00  | 2,33 |            |         |

### Coimbra
| Partido                 | Partido                       | Votos   | %               | +/-   | Vereadores | +/-     |
| ----------------------- | ----------------------------- | ------- | --------------- | ----- | ---------- | ------- |
|                         | Partido Social Democrata      | 23 758  | 37,40 / 100,00  | -     | 4 / 11     | -       |
|                         | Partido Socialista            | 20 766  | 32,69 / 100,00  | 13,84 | 4 / 11     | 2       |
|                         | Aliança Povo Unido            | 11 058  | 17,41 / 100,00  | 2,10  | 2 / 11     | 1       |
|                         | Partido Renovador Democrático | 5 142   | 8,10 / 100,00   | Novo  | 1 / 11     | Novo    |
|                         | PCTP/MRPP                     | 354     | 0,56 / 100,00   | 0,37  | 0 / 11     | Estável |
| Votos Inválidos         | Votos Inválidos               | 2 438   | 3,84 / 100,00   | 0,11  |            |         |
| Total                   | Total                         | 63 516  | 100,00 / 100,00 |       | 11 / 11    |         |
| Eleitorado/Participação | Eleitorado/Participação       | 110 815 | 57,32 / 100,00  | 12,13 |            |         |

### Condeixa-a-Nova
| Partido                 | Partido                  | Votos  | %               | +/-  | Vereadores | +/-     |
| ----------------------- | ------------------------ | ------ | --------------- | ---- | ---------- | ------- |
|                         | Partido Socialista       | 3 065  | 45,43 / 100,00  | 3,09 | 3 / 7      | Estável |
|                         | Partido Social Democrata | 2 398  | 35,55 / 100,00  | -    | 3 / 7      | -       |
|                         | Aliança Povo Unido       | 1 013  | 15,02 / 100,00  | 2,09 | 1 / 7      | Estável |
| Votos Inválidos         | Votos Inválidos          | 270    | 4,01 / 100,00   | 0,95 |            |         |
| Total                   | Total                    | 6 746  | 100,00 / 100,00 |      | 7 / 7      |         |
| Eleitorado/Participação | Eleitorado/Participação  | 10 533 | 64,05 / 100,00  | 4,90 |            |         |

### Figueira da Foz
| Partido                 | Partido                       | Votos  | %               | +/-   | Vereadores | +/-     |
| ----------------------- | ----------------------------- | ------ | --------------- | ----- | ---------- | ------- |
|                         | Partido Socialista            | 11 094 | 37,54 / 100,00  | 12,38 | 3 / 7      | 1       |
|                         | Partido Social Democrata      | 8 230  | 27,85 / 100,00  | -     | 2 / 7      | -       |
|                         | Partido Renovador Democrático | 4 060  | 13,74 / 100,00  | Novo  | 1 / 7      | Novo    |
|                         | Aliança Povo Unido            | 3 414  | 11,55 / 100,00  | 2,69  | 1 / 7      | Estável |
|                         | Centro Democrático Social     | 1 326  | 4,49 / 100,00   | -     | 0 / 7      | -       |
|                         | PCTP/MRPP                     | 136    | 0,46 / 100,00   | 3,49  | 0 / 7      | Estável |
| Votos Inválidos         | Votos Inválidos               | 1 295  | 4,38 / 100,00   | 1,31  |            |         |
| Total                   | Total                         | 29 555 | 100,00 / 100,00 |       | 7 / 7      |         |
| Eleitorado/Participação | Eleitorado/Participação       | 49 499 | 59,71 / 100,00  | 3,64  |            |         |

### Góis
| Partido                 | Partido                  | Votos | %               | +/-   | Vereadores | +/-     |
| ----------------------- | ------------------------ | ----- | --------------- | ----- | ---------- | ------- |
|                         | Partido Socialista       | 2 142 | 57,83 / 100,00  | 15,17 | 3 / 5      | Estável |
|                         | Partido Social Democrata | 1 355 | 36,58 / 100,00  | 3,60  | 2 / 5      | Estável |
|                         | Aliança Povo Unido       | 48    | 1,30 / 100,00   | 1,16  | 0 / 5      | Estável |
| Votos Inválidos         | Votos Inválidos          | 159   | 4,29 / 100,00   | 0,79  |            |         |
| Total                   | Total                    | 3 704 | 100,00 / 100,00 |       | 5 / 5      |         |
| Eleitorado/Participação | Eleitorado/Participação  | 5 307 | 69,79 / 100,00  | 2,01  |            |         |

### Lousã
| Partido                 | Partido                   | Votos  | %               | +/-  | Vereadores | +/-     |
| ----------------------- | ------------------------- | ------ | --------------- | ---- | ---------- | ------- |
|                         | Partido Socialista        | 3 889  | 57,22 / 100,00  | 6,86 | 5 / 7      | 2       |
|                         | Partido Social Democrata  | 1 808  | 26,60 / 100,00  | -    | 2 / 7      | -       |
|                         | Centro Democrático Social | 429    | 6,31 / 100,00   | -    | 0 / 7      | -       |
|                         | Aliança Povo Unido        | 403    | 5,93 / 100,00   | 0,89 | 0 / 7      | Estável |
| Votos Inválidos         | Votos Inválidos           | 268    | 3,94 / 100,00   | 0,94 |            |         |
| Total                   | Total                     | 6 797  | 100,00 / 100,00 |      | 7 / 7      | 2       |
| Eleitorado/Participação | Eleitorado/Participação   | 10 469 | 64,93 / 100,00  | 3,88 |            |         |

### Mira
| Partido                 | Partido                   | Votos  | %               | +/-  | Vereadores | +/-     |
| ----------------------- | ------------------------- | ------ | --------------- | ---- | ---------- | ------- |
|                         | Partido Social Democrata  | 2 596  | 39,38 / 100,00  | 0,77 | 3 / 7      | 1       |
|                         | Centro Democrático Social | 2 060  | 31,25 / 100,00  | 9,85 | 2 / 7      | 1       |
|                         | Partido Socialista        | 1 645  | 24,95 / 100,00  | 6,76 | 2 / 7      | Estável |
|                         | Aliança Povo Unido        | 100    | 1,52 / 100,00   | 0,48 | 0 / 7      | Estável |
| Votos Inválidos         | Votos Inválidos           | 191    | 2,90 / 100,00   | 0,83 |            |         |
| Total                   | Total                     | 6 592  | 100,00 / 100,00 |      | 7 / 7      | 2       |
| Eleitorado/Participação | Eleitorado/Participação   | 10 240 | 64,38 / 100,00  | 1,04 |            |         |

### Miranda do Corvo
| Partido                 | Partido                  | Votos | %               | +/-  | Vereadores | +/-     |
| ----------------------- | ------------------------ | ----- | --------------- | ---- | ---------- | ------- |
|                         | Partido Social Democrata | 3 470 | 64,44 / 100,00  | -    | 4 / 5      | -       |
|                         | Partido Socialista       | 1 452 | 26,96 / 100,00  | 9,37 | 1 / 5      | 1       |
|                         | Aliança Povo Unido       | 258   | 4,79 / 100,00   | 0,62 | 0 / 5      | Estável |
| Votos Inválidos         | Votos Inválidos          | 205   | 3,81 / 100,00   | 1,49 |            |         |
| Total                   | Total                    | 5 385 | 100,00 / 100,00 |      | 5 / 5      |         |
| Eleitorado/Participação | Eleitorado/Participação  | 9 362 | 57,52 / 100,00  | 5,18 |            |         |

### Montemor-o-Velho
| Partido                 | Partido                       | Votos  | %               | +/-   | Vereadores | +/-     |
| ----------------------- | ----------------------------- | ------ | --------------- | ----- | ---------- | ------- |
|                         | Partido Socialista            | 4 575  | 38,48 / 100,00  | 20,98 | 4 / 7      | 1       |
|                         | Partido Social Democrata      | 3 008  | 25,30 / 100,00  | -     | 2 / 7      | -       |
|                         | Partido Renovador Democrático | 1 880  | 15,81 / 100,00  | Novo  | 1 / 7      | Novo    |
|                         | Aliança Povo Unido            | 1 143  | 9,61 / 100,00   | 1,83  | 0 / 7      | Estável |
|                         | Centro Democrático Social     | 768    | 6,46 / 100,00   | -     | 0 / 7      | -       |
| Votos Inválidos         | Votos Inválidos               | 516    | 4,34 / 100,00   | 0,86  |            |         |
| Total                   | Total                         | 11 890 | 100,00 / 100,00 |       | 7 / 7      |         |
| Eleitorado/Participação | Eleitorado/Participação       | 21 328 | 55,75 / 100,00  | 6,20  |            |         |

### Oliveira do Hospital
| Partido                 | Partido                       | Votos  | %               | +/-  | Vereadores | +/-     |
| ----------------------- | ----------------------------- | ------ | --------------- | ---- | ---------- | ------- |
|                         | Partido Social Democrata      | 5 875  | 53,61 / 100,00  | -    | 5 / 7      | -       |
|                         | Partido Socialista            | 3 301  | 30,12 / 100,00  | 1,06 | 2 / 7      | Estável |
|                         | Partido Renovador Democrático | 1 097  | 10,01 / 100,00  | Novo | 0 / 7      | Novo    |
|                         | Aliança Povo Unido            | 222    | 2,03 / 100,00   | 0,79 | 0 / 7      | Estável |
| Votos Inválidos         | Votos Inválidos               | 463    | 4,22 / 100,00   | 0,35 |            |         |
| Total                   | Total                         | 10 958 | 100,00 / 100,00 |      | 7 / 7      |         |
| Eleitorado/Participação | Eleitorado/Participação       | 18 138 | 60,41 / 100,00  | 5,55 |            |         |

### Pampilhosa da Serra
| Partido                 | Partido                  | Votos | %               | +/-   | Vereadores | +/-     |
| ----------------------- | ------------------------ | ----- | --------------- | ----- | ---------- | ------- |
|                         | Partido Social Democrata | 2 772 | 77,69 / 100,00  | 21,91 | 5 / 5      | 1       |
|                         | Partido Socialista       | 461   | 12,92 / 100,00  | -     | 0 / 5      | -       |
|                         | Aliança Povo Unido       | 156   | 4,37 / 100,00   | 1,90  | 0 / 5      | Estável |
| Votos Inválidos         | Votos Inválidos          | 179   | 5,02 / 100,00   | 0,88  |            |         |
| Total                   | Total                    | 3 568 | 100,00 / 100,00 |       | 5 / 5      |         |
| Eleitorado/Participação | Eleitorado/Participação  | 6 286 | 56,76 / 100,00  | 5,17  |            |         |

### Penacova
| Partido                 | Partido                   | Votos  | %               | +/-  | Vereadores | +/-     |
| ----------------------- | ------------------------- | ------ | --------------- | ---- | ---------- | ------- |
|                         | Partido Social Democrata  | 3 137  | 38,76 / 100,00  | 6,27 | 3 / 7      | Estável |
|                         | Partido Socialista        | 2 822  | 34,87 / 100,00  | 2,59 | 3 / 7      | Estável |
|                         | Centro Democrático Social | 1 251  | 15,46 / 100,00  | 3,67 | 1 / 7      |         |
|                         | Aliança Povo Unido        | 603    | 7,45 / 100,00   | 2,08 | 0 / 7      | Estável |
| Votos Inválidos         | Votos Inválidos           | 281    | 3,47 / 100,00   | 1,44 |            |         |
| Total                   | Total                     | 8 094  | 100,00 / 100,00 |      | 7 / 7      |         |
| Eleitorado/Participação | Eleitorado/Participação   | 13 271 | 60,99 / 100,00  | 6,04 |            |         |

### Penela
| Partido                 | Partido                  | Votos | %               | +/-  | Vereadores | +/-     |
| ----------------------- | ------------------------ | ----- | --------------- | ---- | ---------- | ------- |
|                         | Partido Social Democrata | 2 584 | 64,49 / 100,00  | 5,65 | 4 / 5      | 1       |
|                         | Partido Socialista       | 1 135 | 28,33 / 100,00  | 2,32 | 1 / 5      | 1       |
|                         | Aliança Povo Unido       | 144   | 3,59 / 100,00   | 0,62 | 0 / 5      | Estável |
| Votos Inválidos         | Votos Inválidos          | 144   | 3,59 / 100,00   | 2,32 |            |         |
| Total                   | Total                    | 4 007 | 100,00 / 100,00 |      | 5 / 5      |         |
| Eleitorado/Participação | Eleitorado/Participação  | 6 318 | 63,42 / 100,00  | 1,10 |            |         |

### Soure
| Partido                 | Partido                   | Votos  | %               | +/-   | Vereadores | +/-     |
| ----------------------- | ------------------------- | ------ | --------------- | ----- | ---------- | ------- |
|                         | Partido Socialista        | 5 848  | 55,55 / 100,00  | 9,53  | 5 / 7      | 1       |
|                         | Partido Social Democrata  | 3 017  | 28,66 / 100,00  | 11,83 | 2 / 7      | 1       |
|                         | Aliança Povo Unido        | 950    | 9,02 / 100,00   | 0,15  | 0 / 7      | Estável |
|                         | Centro Democrático Social | 192    | 1,82 / 100,00   | 1,90  | 0 / 7      | Estável |
| Votos Inválidos         | Votos Inválidos           | 521    | 4,95 / 100,00   | 0,56  |            |         |
| Total                   | Total                     | 10 528 | 100,00 / 100,00 |       | 7 / 7      |         |
| Eleitorado/Participação | Eleitorado/Participação   | 18 353 | 57,36 / 100,00  | 5,49  |            |         |

### Tábua
| Partido                 | Partido                   | Votos  | %               | +/-  | Vereadores | +/-     |
| ----------------------- | ------------------------- | ------ | --------------- | ---- | ---------- | ------- |
|                         | Partido Social Democrata  | 3 160  | 48,38 / 100,00  | 0,96 | 4 / 7      | Estável |
|                         | Partido Socialista        | 1 881  | 28,80 / 100,00  | 1,71 | 2 / 7      | Estável |
|                         | Centro Democrático Social | 1 120  | 17,15 / 100,00  | 3,21 | 1 / 7      | Estável |
|                         | Aliança Povo Unido        | 149    | 2,28 / 100,00   | 0,22 | 0 / 7      | Estável |
| Votos Inválidos         | Votos Inválidos           | 221    | 3,39 / 100,00   | 2,25 |            |         |
| Total                   | Total                     | 6 531  | 100,00 / 100,00 |      | 7 / 7      |         |
| Eleitorado/Participação | Eleitorado/Participação   | 10 407 | 62,76 / 100,00  | 2,69 |            |         |

### Vila Nova de Poiares
| Partido                 | Partido                   | Votos | %               | +/-  | Vereadores | +/-     |
| ----------------------- | ------------------------- | ----- | --------------- | ---- | ---------- | ------- |
|                         | Partido Social Democrata  | 2 254 | 62,93 / 100,00  | 1,72 | 4 / 5      | 1       |
|                         | Partido Socialista        | 978   | 27,30 / 100,00  | 5,39 | 1 / 5      | 1       |
|                         | Centro Democrático Social | 87    | 2,43 / 100,00   | -    | 0 / 5      | -       |
|                         | Aliança Povo Unido        | 78    | 2,18 / 100,00   | 1,58 | 0 / 5      | Estável |
| Votos Inválidos         | Votos Inválidos           | 185   | 5,17 / 100,00   | 1,33 |            |         |
| Total                   | Total                     | 3 582 | 100,00 / 100,00 |      | 5 / 5      |         |
| Eleitorado/Participação | Eleitorado/Participação   | 5 242 | 68,33 / 100,00  | 5,33 |            |         |